# Мэй, Элейн
Элейн Айва Мэй (англ. Elaine Iva May, урождённая Берлин (англ. Berlin); род. 21 апреля 1932) — американская комедиантка, сценаристка, кинорежиссёр и актриса.

## Биография
Элейн Мэй родилась в Филадельфии, штат Пенсильвания, в еврейской семье режиссёра Джека Берлина и актрисы Иды Берлин. В детстве гастролировала вместе с отцом и его труппой с театральными постановками на идише. После смерти отца она вместе с матерью переехала в Лос-Анджелес.
Окончила курсы актёрского искусства у Марии Успенской, после чего переехала в Чикаго, где присоединилась к одной из импровизированных театральных комедийных трупп. Там она познакомилась с Майком Николсом, вместе с которым стала писать и исполнять свои собственные комедийные зарисовки в составе дуэта «Николс и Мэй», которые были чрезвычайно популярны. После того, как дуэт распался, Мэй показала себя как успешный сценарист и кинорежиссёр. Два фильма по её сценариям были номинированы на премию «Оскар» — «Небеса могут подождать» (1978) и «Основные цвета» (1998). Среди её режиссёрских работ наиболее успешными стали картины «Новый лист» (1971), «Разбивающий сердца» (1972) и «Иштар» (1987). В первой из этих картин Мэй сама исполнила главную женскую роль, принёсшую ей номинацию на «Золотой глобус».
С 1949 по 1960 год Мэй была замужем за инженером Марвином Мэем, от которого родила дочь Джинни Берлин (род. 1949), впоследствии ставшую актрисой. С 1962 по 1963 год она была замужем за лирицистом Шелдоном Харником. В 1964 году Мэй вышла замуж за своего психолога Дэвида Л. Рубинфайна. Они оставались вместе вплоть до смерти Рубинфайна в 1982 году.
С 1999 года Мэй состояла в отношениях с режиссёром Стэнли Доненом. В интервью 2013 года Донен сказал, что делал ей предложение «около 172 раз». В 2019 году Мэй овдовела.

## Фильмография

### Актриса
| Год  |     | Русское название      | Оригинальное название        | Роль                              |
| ---- | --- | --------------------- | ---------------------------- | --------------------------------- |
| 1958 | с   | Сборник               | Omnibus                      | н/д                               |
| 1958 | с   | Шоу месяца Дюпона     | The DuPont Show of the Month | Кэнди Картер                      |
| 1967 | ф   | Выход со смехом       | Enter Laughing               | Анджела Марлоу                    |
| 1967 | ф   | Лав                   | Luv                          | Эллен Менвилл                     |
| 1967 | ф   | Выпускник             | The Graduate                 | девушка с запиской для Бенджамина |
| 1967 | кор | —                     | Bach to Bach                 | женщина                           |
| 1971 | ф   | Новый лист            | A New Leaf                   | Генриетта Лоуэлл                  |
| 1976 | ф   | Майки и Ники          | Mikey and Nicky              | женщина на ТВ                     |
| 1978 | ф   | Калифорнийский отель  | California Suite             | Милли Майклс                      |
| 1990 | ф   | Сильные духом         | In the Spirit                | Мэрианн                           |
| 1994 | ф   | Волк                  | Wolf                         | телефонный оператор               |
| 2000 | ф   | Мелкие мошенники      | Small Time Crooks            | Мэй                               |
| 2016 | с   | Кризис в шести сценах | Crisis in Six Scenes         | Кэй Мунцзингер                    |

### Режиссёр и сценарист
| Год  | Название               | Оригинальное название | Режиссёр   | Сценарист  | Примечания             |
| ---- | ---------------------- | --------------------- | ---------- | ---------- | ---------------------- |
| 1964 | —                      | The Jack Paar Program |            | Да (1 эп.) | телесериал             |
| 1967 | —                      | Bach to Bach          |            | Да         | короткометражный фильм |
| 1971 | Новый лист             | A New Leaf            | Да         | Да         |                        |
| 1971 | Такие хорошие друзья   | Such Good Friends     |            | Да         |                        |
| 1972 | Разбивающий сердца     | The Heartbreak Kid    | Да         |            |                        |
| 1976 | Майки и Ники           | Mikey and Nicky       | Да         | Да         |                        |
| 1978 | Небеса могут подождать | Heaven Can Wait       |            | Да         |                        |
| 1982 | Тутси                  | Tootsie               |            | Да         | не указана в титрах    |
| 1987 | Иштар                  | Ishtar                | Да         | Да         |                        |
| 1996 | Клетка для пташек      | The Birdcage          |            | Да         |                        |
| 1998 | Основные цвета         | Primary Colors        |            | Да         |                        |
| 2001 | Обратно на Землю       | Down to Earth         |            | Да         |                        |
| 2016 | Американские мастера   | American Masters      | Да (1 эп.) |            | телесериал             |